# حفرة إسكية شرجية
الحفرة الإسكية الشرجية هي منطقة مملوءة بالدهن تقع بجانب قناة الشرج وأسفل الحجاب الحوضي. المنطقة موشورية الشكل تقريبا وقاعدتها باتجاه منطقة العجان، وقمتها باتجاه منطقة التقاء نفق المسدة واللفافة الشرجية.

## حدود الحفرة
للحفرة الإسكية الشرجية الحدود التالية:
|                                                                      | الأمام * لفافة كولس تغطي العضلة المستعرضة العجانية السطحية * اللفافة السفلى للحجاب البولي التناسلي |                                                                             |
| الجانب * الأحدوبة الإسكية * العضلة السدادية الغائرة * اللفافة المسدة | الأعلى: * العضلة الرافعة الأسفل: * جلد                                                             | الوسط: * العضلة الرافعة * العضلة العاصرة الشرجية الخارجية * اللفافة الشرجية |
|                                                                      | الخلف * العضلة الألوية الكبرى * الرباط العجزي الحدبي                                               |                                                                             |

## المحتويات
محتويات الحفرة الإسكية الشرجية تتضمن:
- داخل قناة ألكوك، على الجدار الجانبي:
  - شريان فرجي غائر
  - وريد فرجي غائر
  - عصب فرجي
- خارج قناة ألكوك، حيث تعبر بشكل مستعرض:
  - شريان مستقيمي سفلي
  - أوردة مستقيمية سفلية
  - أعصاب مستقيمية سفلية
  - نسيج شحمي

## صور إضافية

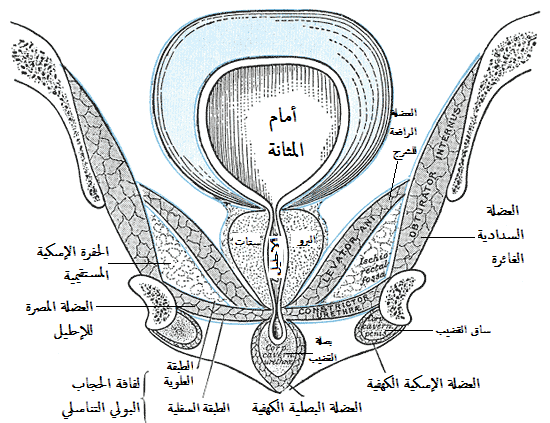
مقطع للجزء الأمامي من الحوض كما يرى من الأمام.
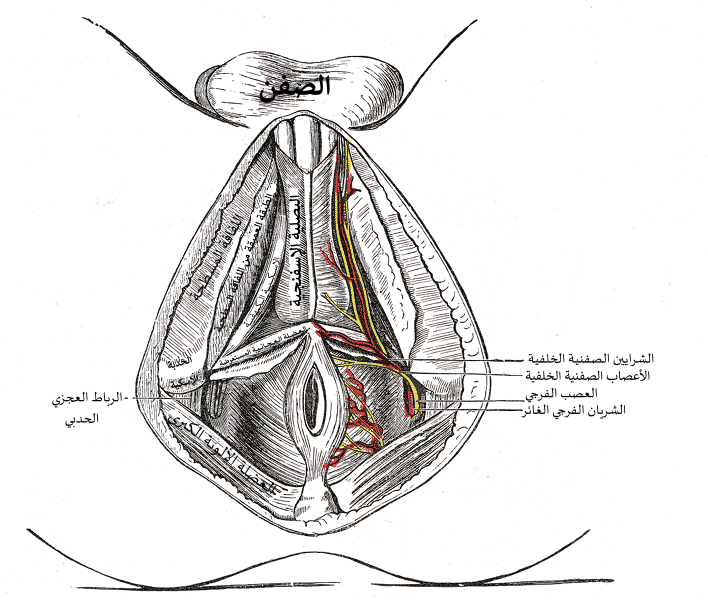
الفروع السطحية للشريان الفرجي الغائر.